# Trello
A Trello egy webalapú, Kanban stílusú listakészítő alkalmazás, amely az Atlassian leányvállalata. Eredetileg a Fog Creek Software hozta létre 2011-ben, majd 2014-ben külön társasággá váltak ki, majd 2017 januárjában eladták az Atlassiannak. A cég székhelye New York.

## Története
A Trello név a "rácsos" szóból származik, amely kezdetekben a projekt kódneve volt. A Trellót a TechCrunch eseményen adta ki Joel Spolsky, a Fog Creek alapítója. A Wired magazin 2011 szeptemberében említette az alkalmazást a „7 legmenőbb startup közül, amelyet még nem hallottál” cikkében. A Lifehacker szerint "ez egyszerűvé és valahogy élvezetessé teszi a projekt-együttműködést".
2014-ben 10,3 dollár támogatást gyűjtött az Index Ventures és a Spark Capital részéről. 2016 májusában a Trello azt állította, hogy 1.1-nél több millió napi aktív felhasználójuk és összesen 14 millió regisztrált tagjuk van. 2017. január 9-én az Atlassian bejelentette szándékát, hogy 425 millió dollárért megvásárolja a Trellót. A tranzakciót 360 millió készpénzben bonyolították le, míg a fennmaradó 65 milliót részvényekkel és opciókkal értékesítették. A Trello részvényeinek 22%-át eladta más befektetőknek, a fennmaradó többséggel pedig az alapítók, Michael Pryor és Joel Spolsky voltak a felvásárláskor.
2018 decemberében a Trello bejelentette, hogy megvásárolta a Butler céget, amely a Trello fórumon belüli feladatok automatizálására szolgáló Power-Up-ot fejlesztett ki. 2019 márciusától a Trellót több mint 35 millió felhasználó használta.  Nem sokkal később, 2019 októberében a Trello 50 millió felhasználót számlált.

## Használat
A felhasználók különböző oszlopokkal hozhatják létre a feladattábláikat, és áthelyezhetik a feladatokat közöttük. Az oszlopok általában olyan feladatállapotokat tartalmaznak, mint a Teendő, Folyamatban, Elkészült. Az eszköz személyes és üzleti célokra használható, ideértve az ingatlankezelést, a szoftverprojekt-menedzsmentet, az iskolai hirdetőtáblákat, az óratervezést, a könyvelést, a webtervezést, a játékokat és az ügyvédi irodák esetkezelését.

## Fogadtatás
2017. január 26-án a PC Magazine 3,5/5-ös értéket adott a Trellónak, "rugalmasnak" nevezve és azt mondva, hogy "meglehetősen kreatív lehet", ugyanakkor megjegyezte, hogy "némi kísérletezést igényelhet, hogy kiderítse,  hogyan lehet a legjobban használni a csapat, valamint a munkaterhelés kezelésére".